# Mind idegenek vagyunk
A Mind idegenek vagyunk (eredeti cím: All of Us Strangers) 2023-ban bemutatott brit romantikus fantasyfilm, amelyet Andrew Haigh írt és rendezett, Jamada Taicsi 1987-es Idegenek című regénye alapján. A regény a második nagyjátékfilmes adaptációja a The Discarnates (1988) című japán film után. A főbb szerepekben Andrew Scott, Paul Mescal, Jamie Bell és Claire Foy látható. A film egy magányos forgatókönyvírót követ nyomon, aki intim kapcsolatot alakít ki titokzatos szomszédjával, miközben felidézi múltbeli emlékeit.
Világpremierje az 50. Telluride Filmfesztiválon volt 2023. augusztus 31-én, az Egyesült Királyságban 2024. január 26-án mutatta be a Searchlight Pictures. Magyarországon 2024. május 10-én jelent meg a Magyarhangya forgalmazásában. Általánosságban pozitív visszajelzéseket kapott a kritikusoktól, emellett a National Board of Review a 2023-as év tíz legjobb független filmje közé választotta, és hat BAFTA-díj jelölést kapott. A GALECA: The Society of LGBTQ Entertainment Critics (Dorian Awards) az év filmjének és az év LMBTQ filmjének is megválasztotta.

## Cselekmény
London, napjainkban: Adam egyedülálló, film- és televíziós produkciók forgatókönyveinek írásával keresi kenyerét. A negyvenes évei közepén járó meleg férfi egy modern, de szinte üres, a brit főváros égboltjára néző magasföldszinti bérházban lakik. Egy éjszaka, amikor a tűzriadó miatt kénytelen kimenni az utcára, megpillantja szomszédját, aki egy sok emelettel alatta lévő lakásban lakik. Nem sokkal később az ittas Harry egy üveg japán whiskyvel a kezében keresi fel Adamet. Bár a vonzó, húszas évei végén járó férfi[6] flörtöl vele, ellenáll a közeledésének, és elküldi.
Adam elhatározza, hogy forgatókönyvet ír a gyerekkoráról. A történet 1987-ben játszódik, amikor tizenkét éves korában egy autóbalesetben elveszítette szüleit. Ezután a nagymamájával nőtt fel Írországban. Adam régi hanglemezeket hallgat, fényképalbumokban kutakodik, majd talál egy képet a szülei házáról. Ezután London Sanderstead nevű külvárosába utazik, ahol az ikerház még mindig áll. Látszólag céltalanul bolyong a városban, amíg egy parkban találkozik egy fiatalabb, bajszos férfival, akit egy italboltba követ. A férfiról kiderül, ő Adam apja, aki pontosan ugyanúgy néz ki, mint nem sokkal a baleseti halála előtt. A férfi spontán meghívja őt, hogy lakjon Adam édesanyjánál az ikerházban. A szülőkkel való találkozás kezdetben félénken, majd nagyon szívélyesen zajlik. Örülnek, hogy felnőttként ismerhetik meg Adamot, és alig hisznek a szerencséjüknek. A Pet Shop Boys és a Frankie Goes to Hollywood poszterekkel díszített gyerekszobája is változatlan.
A találkozás valójában Adam, mint szerző képzeletében zajlik. Szülei halála óta egy elveszett családi életet képzelt el. Később a magány átadta helyét a fékezhetetlen félelem érzésének, amely öregkorára megszilárdult. Adamot annyira megihleti a szülei gondolata, hogy ettől kezdve többször is meglátogatja őket, később pedig a karácsonyt is velük ünnepli. Elmondja anyjának és apjának, meleg, és hogy iskolatársai zaklatják. Bár édesanyja meglepődik, sikerül eloszlatnia a diszkriminációval és az AIDS-szel kapcsolatos előítéleteit. Az apa, aki már korábban is sejtette fia homoszexualitását, bocsánatot kér, akárcsak az anya, amiért nem volt ott a fiú mellett.
Ezzel egy időben Adam összejön Harryvel, habár más az önértékelésük. Ez többek között a „meleg” és a „ homokos” kifejezések értelmezésében is megmutatkozik. Mindkét férfi magányos, és megnyílnak egymás előtt. Harrynek meg kell küzdenie azzal, hogy kívülállónak kell lennie toleráns családjában. Meghallgatja Adamot, vigasztalja és ápolja, miután az ketamin hatása alatt összeesik egy szórakozóhelyen. Amikor Adamot Harry elkíséri a szüleihez, a házat sötétben és elhagyatottan találják, mire az idegösszeomláshoz közel álló Adam betöri az ablakot. Ennek ellenére Harry és Adam szülei egy rövid pillanatra felismerni látszanak egymást.
Nem sokkal később Adam ismét meglátogatja a szüleit. Fiuk érdekében úgy döntöttek, a jövőben tartózkodnia kell a látogatásoktól. Búcsúzóul mindhárman felkeresnek egy amerikai étkezdét egy bevásárlóközpontban. Az apja büszke rá, míg az anyja arra kéri a fiát, adjon egy esélyt Harrynek, mielőtt mindketten elhalványulnak. Amikor Adam később először látogat el Harry lakásába, a hálószobában a már erősen bomlott holttestet találja a drogok között és az első találkozáskor látott üres whiskysüveggel. A szomszéd szobában elképzeli Harryt, aki bevallja, az első találkozásuk estéjén valóban szüksége volt valakire, és megkérdezi, hogy a teste valóban a szomszédban fekszik-e. Adam igent mond, és megkéri Harryt, jöjjön vissza a lakásába, és ne nézze meg a holttestet. Lefekszenek egymás mellé az ágyra, és Adam megnyugtatja Harryt, ahogyan korábban is tette fordítva. A „The Power of Love” című popdal szól, amikor Harry, aki sosem tudta elviselni a csendet a házban, megkéri Adamot, tegyen be valami zenét. Harry reméli, Adam boldog lesz. A film végén az ölelkező pár a „The Power of Love” című popdal kíséretében csillogó csillaggá válik az éjszakai égbolton.

## Szereplők

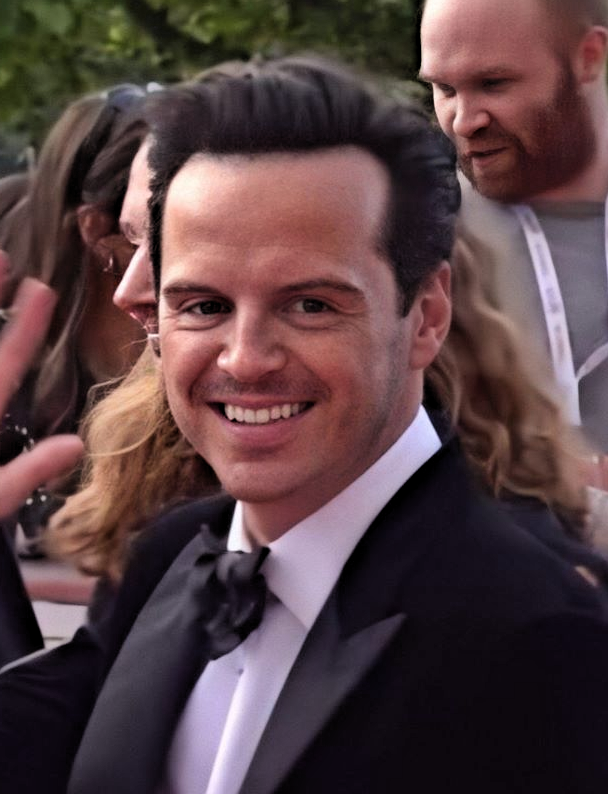
Andrew Scott széles körű kritikai elismerést kapott a filmben nyújtott alakításáért

| Szerep     | Színész                      | Magyar hang      |
| ---------- | ---------------------------- | ---------------- |
| Adam       | Andrew Scott                 | Rajkai Zoltán    |
| Adam       | Carter John Grout (fiatalon) | Gyetvai Martin   |
| Harry      | Paul Mescal                  | Lengyel Benjámin |
| Adam apja  | Jamie Bell                   | Hamvas Dániel    |
| Adam anyja | Claire Foy                   | Solecki Janka    |

### Magyar változat
- Magyar szöveg: Kis János
- Hangmérnök: Halas Péter
- Vágó: Wünsch Attila
- Gyártásvezető: Vigvári Ágnes
- Szinkronrendező: Szalay Csongor
- Produkciós vezető: Jávor Barbara

A szinkront a Direct Dub Studios készítette el.

## A film készítése
Graham Broadbent és Sarah Harvey a Blueprint Pictures-től 2017 júniusában vetették fel először a projekt ötletét Jamada számára. Még ugyanabban az évben Andrew Haigh és a Film4 Productions is csatlakozott. Haigh az adaptáció folyamatát „hosszú és néha fájdalmas” élményként írta le. Azt nyilatkozta: „Saját múltamat is szerettem volna boncolgatni, ahogy Adam is teszi a filmben. Érdekelt a családi és romantikus szeretet komplexitása, de különösen egy bizonyos generáció – a ’80-as években felnövő meleg emberek – egyedi tapasztalása is. El akartam távolodni a regény klasszikus kísértettörténetétől, és valami pszichológiaibbat, szinte metafizikait keresni.”
2022. június 30-án jelentették be a Strangers munkacímű film főszereplőit. A bejelentett történet leírása szűkszavú és homályos volt, ami a közösségi médiában találgatásokat indított el arról, hogy vajon Paul Mescal és Andrew Scott karakterei között romantikus kapcsolat bontakozik-e ki.
A forgatás az Egyesült Királyságban zajlott. Adam szüleinek házát Haigh saját gyermekkori otthonában vették fel. A klubjeleneteket a londoni Royal Vauxhall Tavernben forgatták.

## Bemutató
A filmet 2023. augusztus 31-én mutatták be az 50. Telluride Filmfesztiválon, majd 2023. október 1-jén a 2023-as New York-i Filmfesztiválon is vetítették. A film a 68. Valladolidi Nemzetközi Filmfesztivál fő versenyprogramjába is bekerült. A Corki Nemzetközi Filmfesztivál 2023. november 19-én választotta a filmet nemzetközi gálafilmnek, amely egyben az írországi premier is volt. A vetítésre az Everyman Theatre-ben került sor, ahol teltház volt. A QCinema Nemzetközi Filmfesztiválon három alkalommal, 2023. november 19-én, 20-án és 24-én vetítették a filmet. Az Amerikai Egyesült Államokban 2023. december 22-én kezdték meg a korlátozott számú forgalmazást, az Egyesült Királyságban 2024. január 26-án jelent meg.

### Bevételi adatok
A korlátozott számú nyitóhétvégén a film négy moziban 232 909 dollárt hozott, ami 58 000 dolláros átlagot jelentett.